# أبو بكر النقاش
أبو بكر محمد بن الحسن بن محمد بن زياد بن هارون بن جعفر بن سند (266-351 هـ) المقرئ، المعروف بالنقاش، الموصلي الأصل البغدادي المولد والمنشأ؛ كان عالما بالقرآن والتفسير.

## سيرته
صنف في التفسير كتابا، سماه شفاء الصدور وصنف كذلك كتاب الإشارة في غريب القرآن، والموضح في القرآن ومعانيه وصد العقل، والمناسك، وفهم المناسك، وأخبار القصاص، وذم الحسد، ودلائل النبوة، والأبواب في القرآن، وإرم ذات العماد، والمعجم الأوسط، والمعجم الأصغر، والمعجم الكبير في أسماء القراء وقراءاتهم، وكتاب السبعة بعللها الكبير، وكتاب السبعة الأوسط، وكتاب السبعة الأصغر.
سافر وتنقل كثيرا شرقا وغربا، وسمع بالكوفة والبصرة ومكة ومصر وبلاد الشام والجزيرة والموصل والجبال وخراسان الكبرى وما وراء النهر.
في حديثه مناكير بأسانيد مشهورة، وذكر النقاش عند طلحة بن محمد بن جعفر، فقال: «كان يكذب في الحديث، والغالب عليه القصص»، وروى عن جماعة من العلماء ورووا عنه، وقال البرقاني: «كل حديث النقاش مناكير، وليس في تفسيره حديث صحيح».

## مؤلفاته
من كتبه:
- الموضح في معاني القرآن.
- ضد العقل.
- الإشارة في غريب القرآن.
- السبعة الأصغر.
- السبعة الأوسط.
- السبعة بعللها الكبير.
- المعجم الكبير في أسماء القراء وقراءاتهم.
- المعجم الأصغر.
- المعجم الأوسط.
- إرم ذات العماد.
- أبياب في القرآن.
- ذم الحسد.
- أخبار القصاص.
- المناسك.
- القراءات بعللها.
- دلائل النبوة.
- شفاء الصدور.